# Botryllophilus macropus
Botryllophilus macropus is een eenoogkreeftjessoort uit de familie van de Botryllophilidae. De wetenschappelijke naam van de soort is voor het eerst geldig gepubliceerd in 1892 door Canu.